# Carroll Johnson
Carroll B. Johnson (Los Ángeles, 1938 - Chicago, 3 de abril de 2007), hispanista y cervantista estadounidense.
Estudió bachillerato y se licenció en español en la Universidad de California en Los Ángeles en 1960. Se doctoró en lenguas románicas y literatura en 1966 en Harvard. Se incorporó como profesor de español asistente a la Universidad de California en Los Ángeles (UCLA) en 1964 y fue nombrado profesor fijo en 1976. Presidió la Cervantes Society of America o Sociedad de Cervantes de Estados Unidos y editó la revista académica Cervantes. Estuvo casado con Linda Leslie Johnson y tuvo una hija, Amy.
Investigó sobre la literatura del Siglo de Oro, entre otros temas sobre Mateo Alemán. Como cervantista hizo análisis freudianos de Miguel de Cervantes y su obra maestra Don Quijote que provocaron cierta controversia y que expuso en su obra Madness and Lust: A Psychoanalytical Approach to Don Quixote (1983). Luego adoptó un criterio socioeconómico en su libro Cervantes and the Material World (2000). 
- Datos: Q2843275